# Bäckerängstjärnen
Bäckerängstjärnen är en sjö i Mora kommun i Dalarna och ingår i Dalälvens huvudavrinningsområde.